# Ibrahim Sunday
Ibrahim Sunday (Koforidua, 22 luglio 1944) è un allenatore di calcio ed ex calciatore ghanese, di ruolo centrocampista.

## Carriera
Cominciò la carriera nell'Asante Kotoko, con cui vinse la Coppa dei Campioni africana nel 1970. Nel 1971 fu nominato da France Football Calciatore africano dell'anno; in seguito si trasferì in Germania al Werder Brema dove ebbe occasione di scendere in campo una sola volta in due stagioni. Continuò la carriera nelle serie minori tedesche prima di diventare allenatore ed in questa nuova veste vinse nuovamente per due volte la Coppa dei Campioni africana con Asante Kotoko e Africa Sports.

## Palmarès

### Giocatore

#### Club

##### Competizioni nazionali
- Campionato ghanese: 6

Asante Kotoko: 1963-1964, 1964-1965, 1967, 1968, 1969, 1972

##### Competizioni internazionali
- CAF Champions League: 1

Asante Kotoko: 1970

#### Individuale
- Calciatore africano dell'anno: 1

1971

### Allenatore

#### Competizioni nazionali
- Campionato ghanese: 1

Asante Kotoko: 1983
- Campionato ivoriano: 2

Africa Sports: 1996, 1999
- Coppa della Costa d'Avorio: 2

Réveil Club de Daloa: 1980
Africa SPorts: 1998
- Coppa del Ghana: 1

Asante Kotoko: 1984

#### Competizioni internazionali
- CAF Champions League: 1

Asante Kotoko: 1983
- Coppa delle Coppe d'Africa: 2

Africa Sports: 1992, 1999
- Supercoppa CAF: 1

Africa Sports: 1993